# Fearless Movement
Fearless Movement ist ein Musikalbum von Kamasi Washington. Die wohl um 2023 entstandenen Aufnahmen erschienen 2024 auf dem Label Young.

## Hintergrund
Kamasi Washington legte 2015 das drei Stunden dauernde Album The Epic vor, bei dem er eine relativ traditionelle kleine Jazzband – Tenorsaxophon, Klavier, Kontrabass, Schlagzeug – mit Streichern, einem großen Chor und zahlreichen Gastinstrumentalisten ergänzte. Die 32-minütige EP „Harmony of Difference“, die zwei Jahre später erschien, ist eine Suite mit sechs Sätzen, die sowohl dem Downtempo-Hip-Hop als auch dem Spiritual Jazz der frühen 1970er-Jahre huldigte. Auf „Heaven and Earth“ (und seiner zunächst dort versteckten dritten CD, The Choice) aus dem Jahr 2018 bezog er Funk-Einflüsse in ein dichtes Rhythmusdickicht ein, notierte Phil Freeman.
Auf Fearless Movement setzt er seine Entwicklung fort. Washington hat seiner Kernband stets Musiker hinzugefügt, die meist zu seinem engeren Freundeskreis gehörten: Sänger Dwight Trible, Altsaxophonist Terrace Martin, Bassist Thundercat. In Fearless Movement wirken eine Reihe von Gastmusikern aus der breiteren Welt der afroamerikanischen Musik mit, darunter Funk-Pionier George Clinton, D Smoke, BJ the Chicago Kid, die Rapper Taj und Ras Austin (die Söhne des LA-Rappers Ras Kass) und André 3000. Zudem setzte Washington auf diesem Album weder Streicher noch Chöre, dafür aber Synthesizer, einige Vocoder und einige Produktionsoptionen ein.

## Titelliste
- Kamasi Washington: Fearless Movement (Young YO350LP)[2]

A1 Lesanu (Kamasi Washington) 9:35

A2 Asha the First (Akili Asha Washington, Kamasi Washington) 7:46

A3 The Visionary (Brandon Coleman, Cameron Graves, Kamasi Washington, Terrace Martin) 1:10

A4 Get Lit (Daniel Farris, George Clinton, Kamasi Washington, Ronald Bruner, Jr.) 3:26

B5 Computer Love (Larry Troutman, Roger Troutman, Shirley Murdock) 9:26

B6 Dream State (Andre Lauren Benjamin, Brandon Coleman, Kamasi Washington, Tony Austin) 8:39

B7 Interstellar Peace (The Last Stance) (Brandon Coleman) 5:04

C8 The Garden Path
(Kamasi Washington) 6:40

C9 Road To Self (KO) 13:25
(Kamasi Washington)

D10 Together (Ryan Porter, Bryan James Sledge, Kamasi Washington) 5:04

D11 Lines In The Sand
(Kamasi Washington) 7:25

D12 Prologue (Astor Piazzolla) 8:19
.

## Besetzung
- Altsaxophon – Kamasi Washington (Tracks: B6), Terrace Martin (Tracks: A3)
- Bass [Key Bass] – Brandon Coleman (Tracks: A3, B6, D10)
- Kontrabass – Miles Mosley (Tracks: A1, B5, C8, C9, D11, D12), Ben Williams (Tracks: B7)
- Schlagzeug – Robert Miller (Tracks: B5), Ronald Bruner Jr. (Tracks: A1, A2, A4, B7 bis D12), Tony Austin (Tracks: A1, A2, B5 bis D12)
- E-Bass – Stephen „Thundercat“ Bruner (Tracks: A2, A4)
- Flöte – Rickey Washington (Tracks: A4, C8, D11)
- Flöte [Flöten] – Andre 3000 (Tracks: B6)
- Gitarre – Joel Whitley (Tracks: A4), Woody Aplanalp (Tracks: A1, B5, C9)
- Keyboards, Orgel – Brandon Coleman
- Perkussion – Allakoi Peete (Tracks: A1, A2, B5, B7 bis D12), Carlos Nino (Titel: A1), Kahlil Cummings (Titel: A1, A2, B5, B7 bis D12)
- Piano – Cameron Graves (Titel: A1 bis A3, B5, B7 bis D12)
- Synthesizer – Mono/Poly (Titel: B6)
- Talkbox – DJ Battlecat (Titel: B5)
- Tenorsaxophon – Kamasi Washington
- Posaune – Ryan Porter (Titel: A1, A2, A4, B5, B7 bis D12)
- Trompete – Dontae Winslow (Titel: A1, A2, A4, B5, B7 bis D12)
- Plattenspieler – DJ Battlecat (Titel: A2)
- Gesang – BJ The Chicago Kid (Titel: D10), Banchamlak Abegaze (Titel: A1), D Smoke (Titel: A4), Dwight Tribble (Titel: C8, D11), George Clinton (Titel: A4), Henok Elias (Titel: A1), Patrice Quinn (Titel: A1, A2, B5, C8, D11), Ras Austin (Titel: A2), Taj Austin (Titel: A2)
- Vocoder – Brandon Coleman (Titel: B5)

## Rezeption
Washington sei zum bekanntesten neuen Gesicht des Jazz geworden, unter anderem durch seine Überzeugung, dass Jazz im Großen und Ganzen ein dringendes zeitgenössisches Anliegen sei. Obwohl er mit hochkarätigen Musikern außerhalb des Jazz zusammengearbeitet hat – Kendrick Lamars To Pimp a Butterfly sei wohl das wichtigste Projekt dabei gewesen –, vermittle seine eigene Musik einen populistischen Geist nicht durch Zugeständnisse an Mainstream-Stile, sondern durch großen Maßstab und schiere musikalische Dringlichkeit, meint Andy Cush in Pitchfork Media. Mit ihren großen Ensembles, donnernden Höhepunkten und Marathon-Laufzeiten würden seine Platten Jazz als lebenswichtig präsentieren, und es lohne sich, ihm Beachtung zu schenken, auch wenn man kein Kenner sei.
Diese Hypothek könne spielerische Erfindungsgabe und menschliche Eigenart ersticken, zwei Kräfte, die für den Jazz ebenso zentral sind wie der kompositorische Ehrgeiz und die spirituelle Sehnsucht, die einen Großteil von Washingtons Werk charakterisieren, so Andy Cush. Theoretisch sei die relative Leichtigkeit von Fearless Movement ein natürlicher und willkommener nächster Schritt nach seinen beiden Zeitgeist-erregenden Epen. Aber allzu oft blieben Melodien von ihrer eigenen Schwerkraft belastet. Die erste Hälfte von Fearless Movement sei voll von Gastsängern, die Songs liefern, die auf unbeholfene Weise versuchen, „Soundtracks sowohl für Feierlichkeiten als auch für tiefe Kontemplation zu sein.“ Doch das Album werde besser, wo es seine unverbindliche Beziehung zur Partymusik aufgebe und Washington die Freiheit gebe, das heroische Hochdrama zu verfolgen, das immer noch seine größte Stärke sei.
Fearless Movement besitze die opulente Wucht der Vorgänger The Epic und Heaven and Earth – doch diesmal ständen die Rhythmen stärker im Vordergrund, schrieb Jürgen Ziemer im Rolling Stone, der das Album mit viereinhalb Sternen bewertete. Das Video zu „Prologue“ sei ein perfekter Einstieg; eine perfekte Spiegelung der rauschhaften Musik, die auf einer Komposition des Tango-Meisters Astor Piazzolla basiert. Trotz des Titels sei „Prologue“ das letzte Stück und der Höhepunkt eines Albums, das die Grenzen des Jazz ähnlich stark erweitere wie „Bitches Brew“ oder „Escalator over the Hill“. Hier gehe es nicht nur um virtuose Soli, vertrackte Rhythmen und komplexe Harmonien, sondern ums Ganze, „um ein Gefühl des Verbundenseins, das die Grenzen kultureller Felder und Genres sprengt“.
Phil Freeman (Stereogum/Ugly Beauty) hob das Stück „Road to Self (KO)“ hervor; mit mehr als 13 Minuten sei es der mit Abstand längste Titel auf der Platte und könnte fast als eigenständiges Mini-Epos für sich allein stehen. Die Bläser würden als Ganzes einsetzen und eine von Washingtons typischen Chormelodien spielen, doch im weiteren Verlauf werde deutlich, dass sie von elektronischen Effekten gespeist werden; ihre Töne würden auf eine fast psychedelische Weise von allem anderen abprallen. Und wenn Washington anfange, ein Solo zu spielen, schwebten seine Linien auf Wolken aus Echo und Hall dahin. Dies sei ein umwerfender und brillanter Titel, der eine zukünftige Form des Jazz postuliere, die mit einem Bein in der Tradition stehe, aber dennoch auf dem Vormarsch [zu neuen Entwicklungen] sei.
Das Album gelangte im Juli 2024 auf #33 bei dem von Tom Hull erhobenen Mid-Year Jazz Critics Poll. Fearless Movement kam im 3. Quartal 2024 auf die Bestenliste vom Preis der deutschen Schallplattenkritik. Nach Ansicht der Jury strotze das Album „nur so von ausschweifenden Sound-Ideen: Eleganter Soul paart sich mit Hard Bop, Rap und Free-Jazz-Momenten, vulkanischer Bläsermix trifft auf weichen Funk. Trotz aller Hymnik und hochfahrenden Emphase sind die Stücke geerdet, besitzen Bodenhaftung durch die tanzbare Rhythmik. Hingabe im Kollektiv ist zu spüren; und derart offensive Gemeinschaftlichkeit wirkt heute schon fast wie ein politisches Statement!“